# Galeria Kaufhof

Logo des Nachfolgeunternehmens Galeria Karstadt Kaufhof vom 25. März 2019 bis 19. August 2021

Logo von 2006 bis 25. März 2019

Die Galeria Kaufhof GmbH war eine deutsche Warenhauskette. Im Jahr 1879 gründete Leonhard Tietz in Stralsund einen kleinen Laden für Garne, Knöpfe, Stoffe und Wollwaren. Weitere Geschäfte folgten, die dann 1905 zur Leonhard Tietz AG vereint wurden. Nach einer starken Expansion mit eigenen Produktionsstätten und rund 50 Filialen wurde der Firmenname 1933 in Westdeutsche Kaufhof AG abgeändert und das Unternehmen unter dem Druck des NS-Regimes erzwungenermaßen arisiert und so unter Marktwert an die Commerzbank, Deutsche Bank und Dresdner Bank verkauft.
Nach dem Zweiten Weltkrieg expandierte das nun nur noch „Kaufhof“ genannte Unternehmen u. a. durch zahlreiche Zukäufe zur Kaufhof-Holding und fusionierte 1996 mit der Metro Cash & Carry. 2008 wurde die Kaufhof Warenhaus AG in die Galeria Kaufhof GmbH umgewandelt. 2015 verkaufte der Metro-Konzern das Unternehmen an die Hudson’s Bay Company, die 2018 wiederum einen Mehrheitsanteil an die Signa Holding verkaufte. Seit Juni 2019 hält die Signa Holding 100 % der Anteile an Galeria Kaufhof.
Am 6. November 2019 gab die Geschäftsführung die Fusion der Galeria Kaufhof GmbH mit der Karstadt Warenhaus GmbH bekannt. Unter dem Dach der Signa Holding wurden beide Unternehmen vereint als Galeria Karstadt Kaufhof GmbH fortgeführt. Anfang Februar 2025 gab die Konzernzentrale unter der Überschrift „Neuer Standort für Galeria Service Center“ bekannt, dass sie ihre Hauptverwaltung von Essen in den Düsseldorfer Medienhafen, Völklinger Straße 4, verlegen wird.

## Geschichte

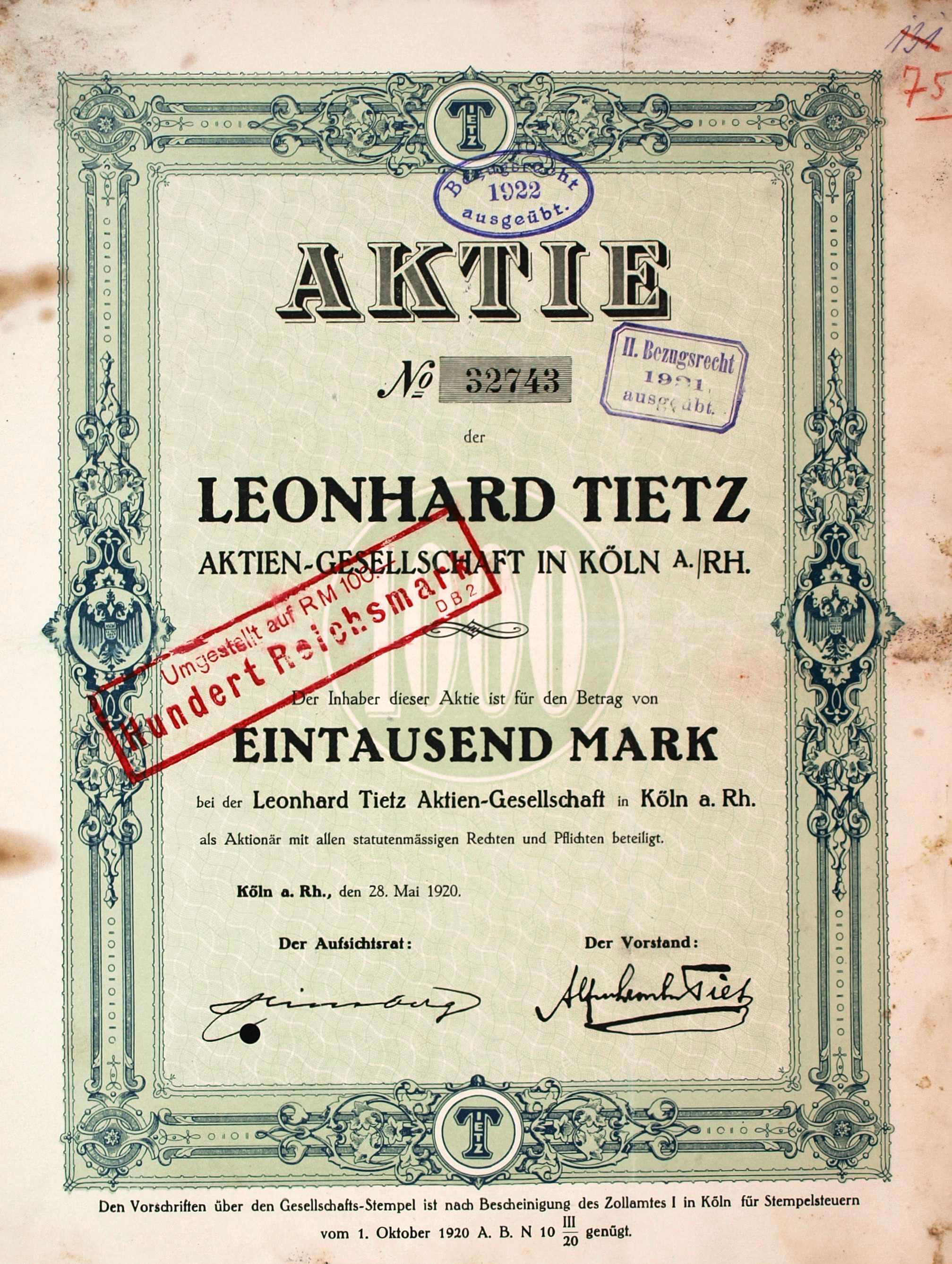
Aktie über 1000 Mark der Leonhard Tietz AG vom 28. Mai 1920

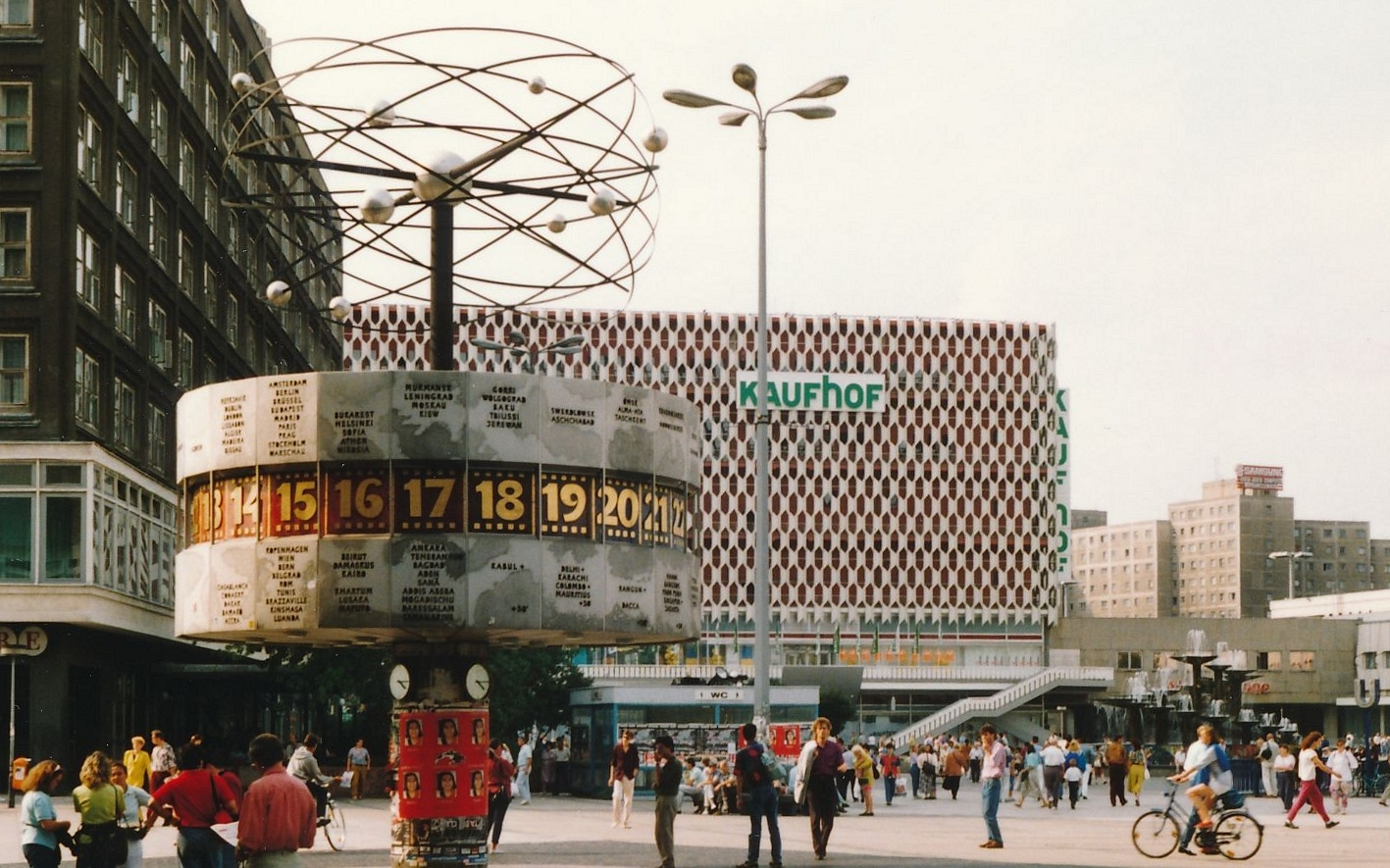
Kaufhof im ehemaligen Centrum Warenhaus am Berliner Alexanderplatz (Foto 1991)

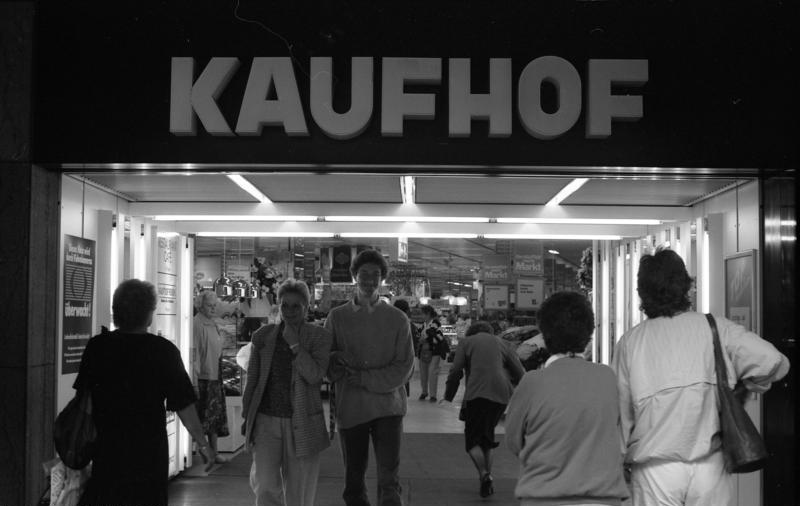
Kaufhof in Bonn

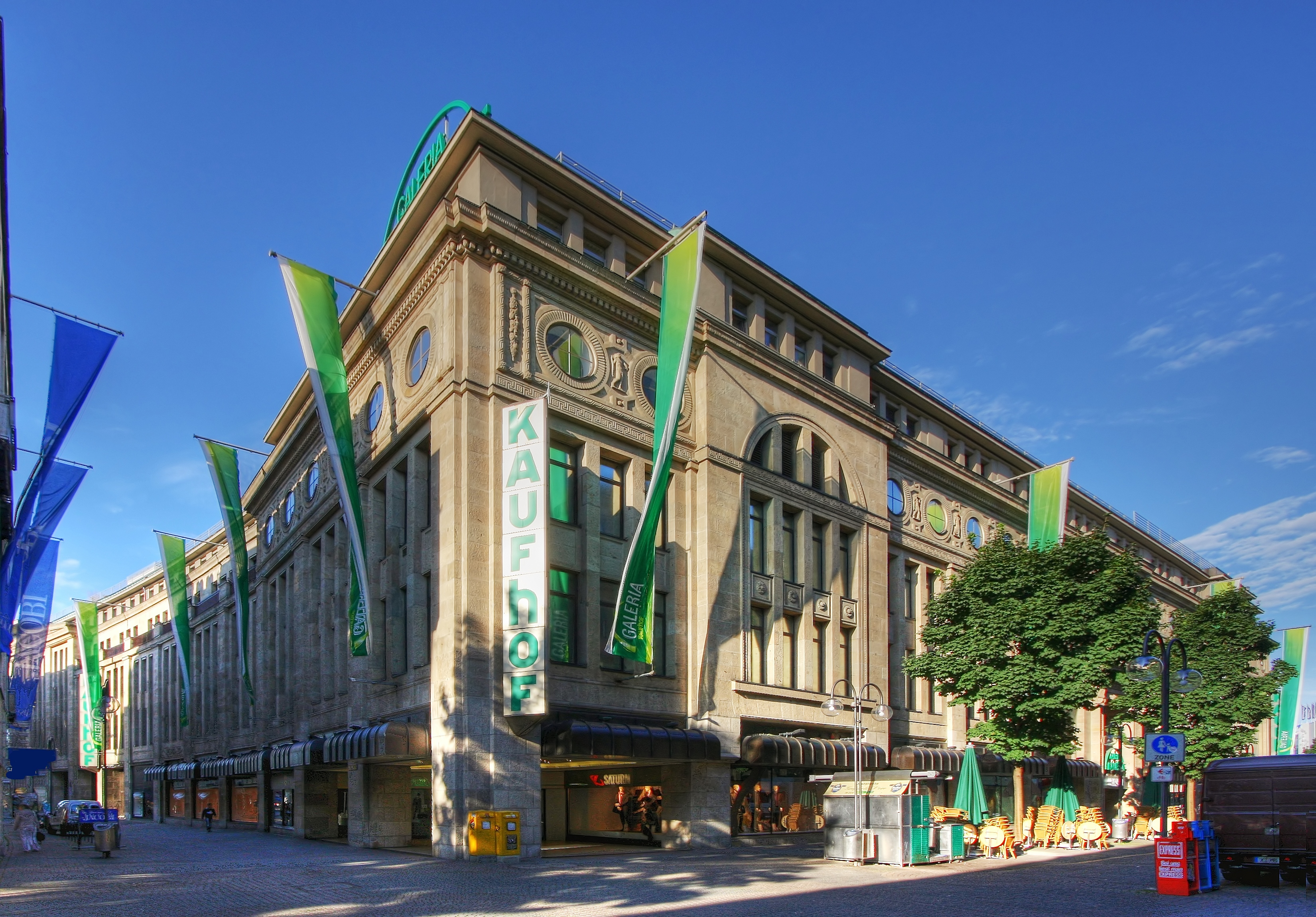
Konzern-Flaggschiff: Galeria Kaufhof in Köln (Foto 2009) (ehemals Warenhaus Leonhard Tietz)
Architekt: Wilhelm Kreis

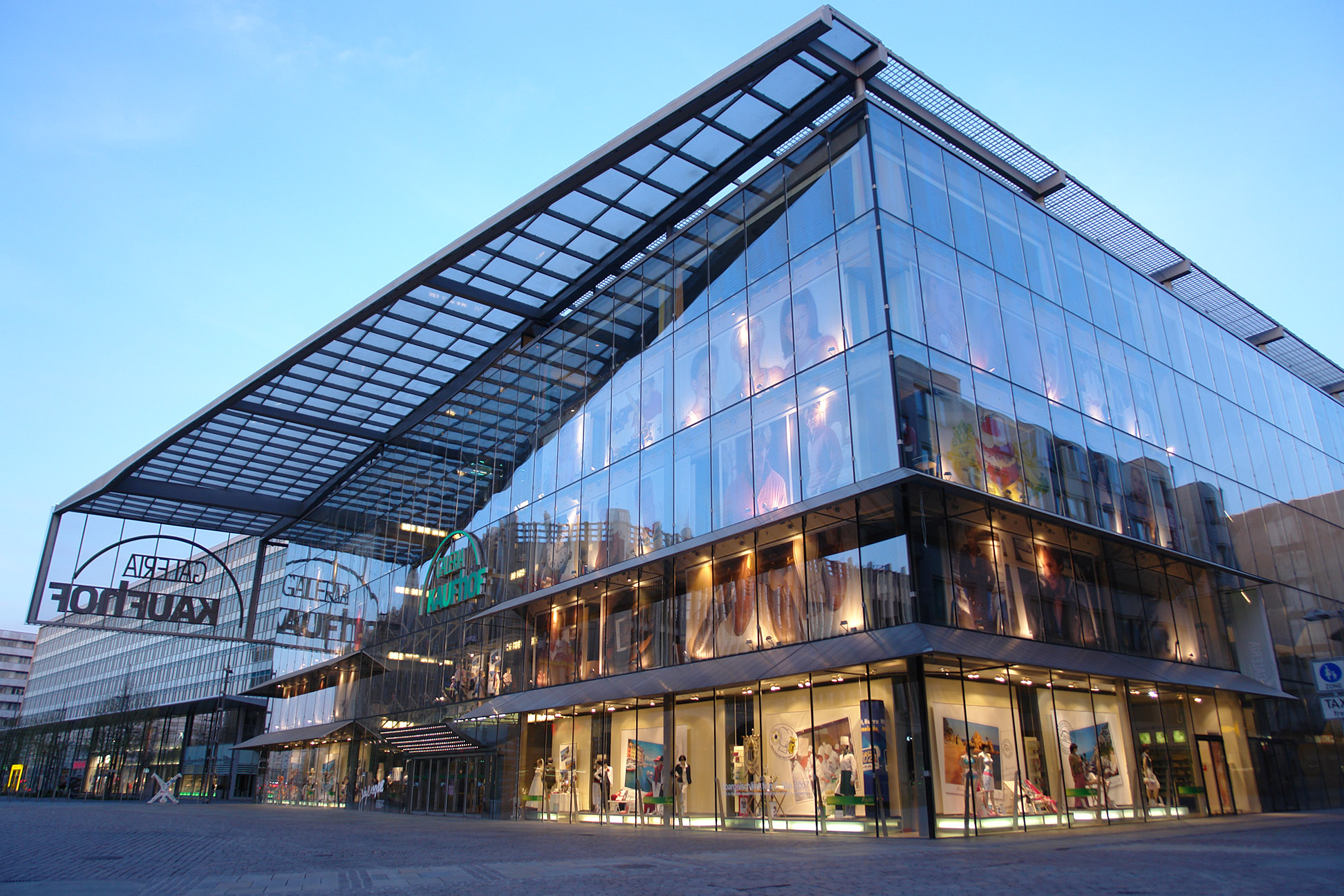
Galeria Kaufhof in Chemnitz (2024 geschlossen)

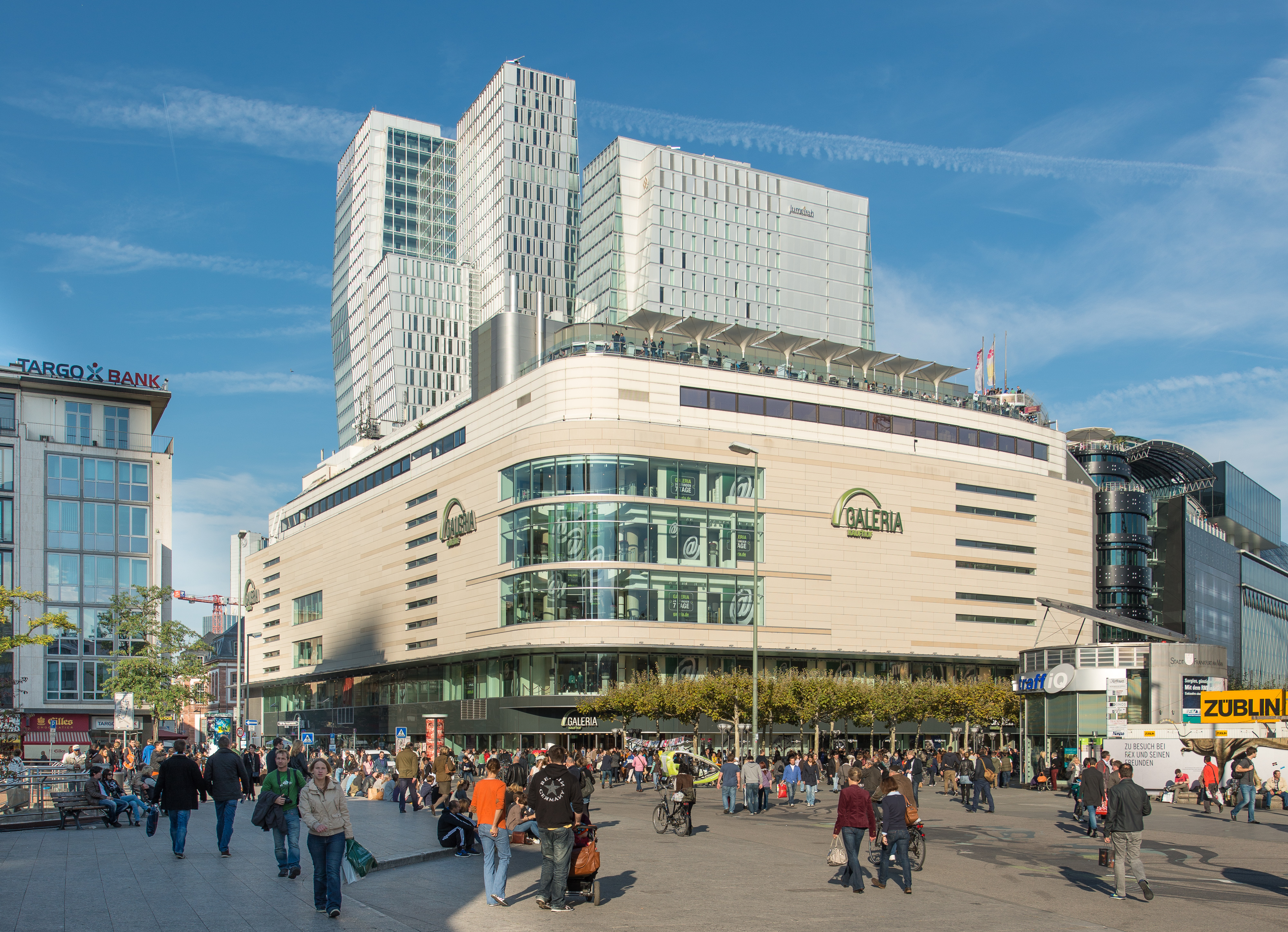
Galeria Kaufhof in Frankfurt am Main

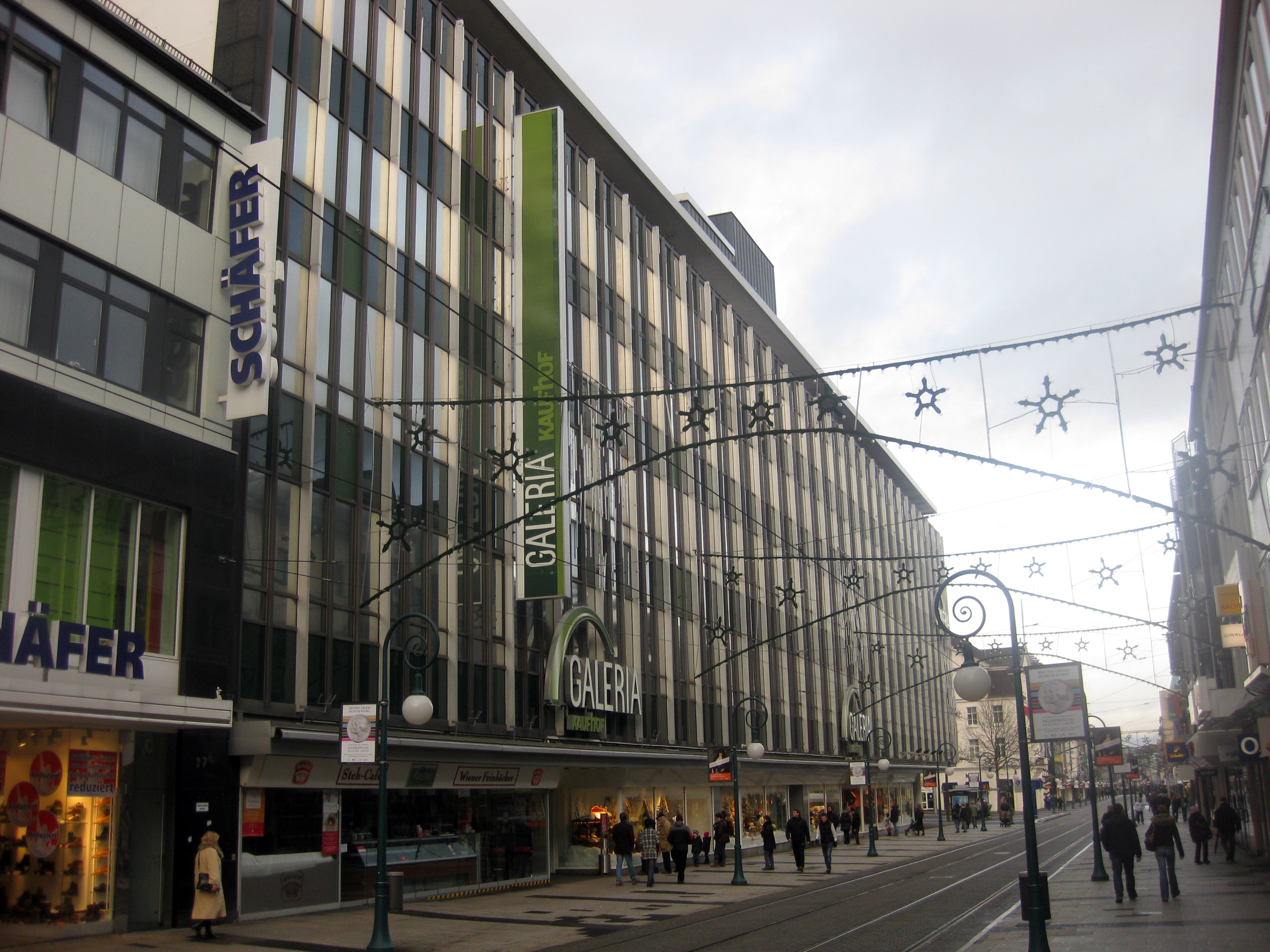
Galeria Kaufhof in Kassel

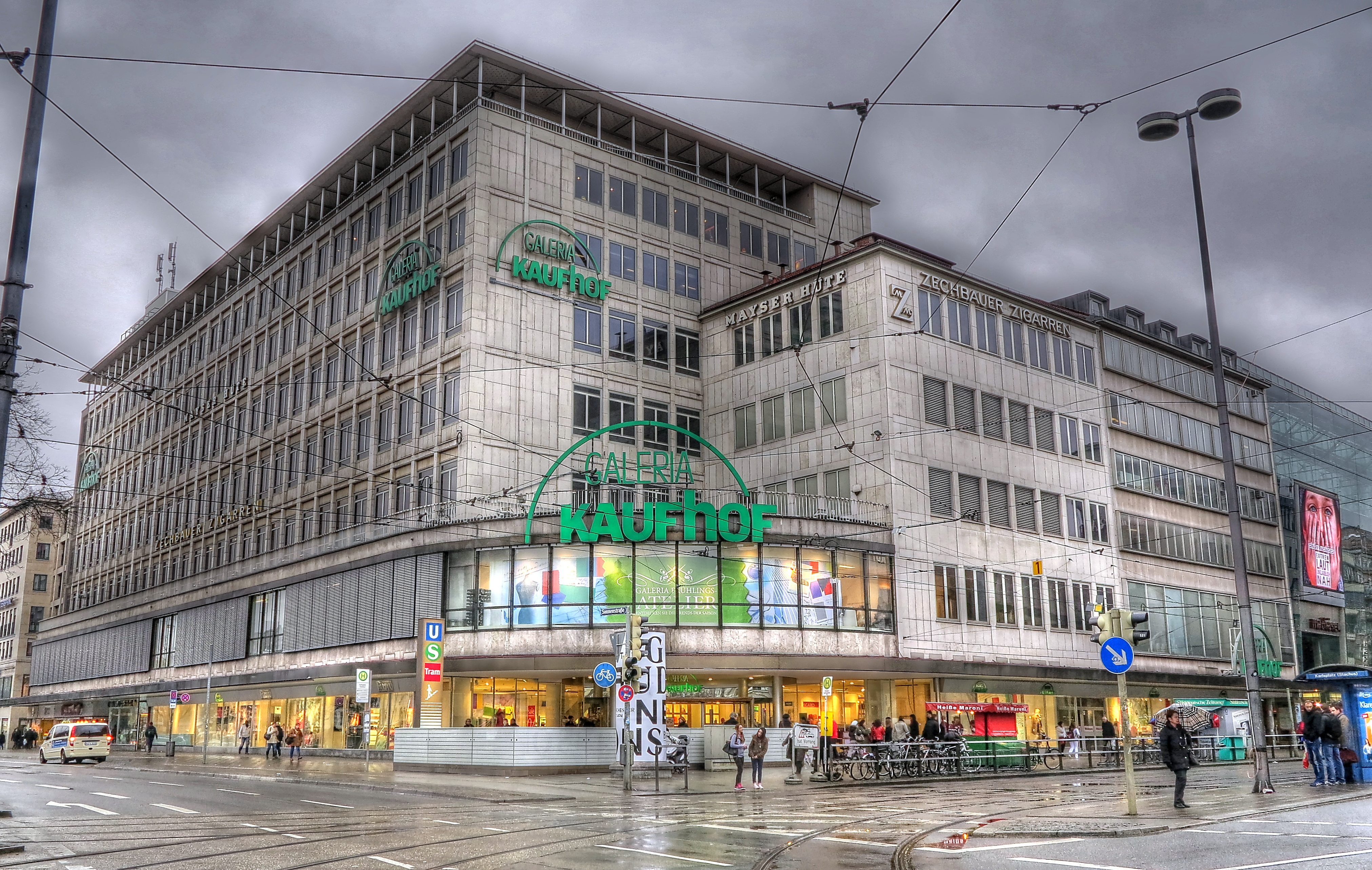
Galeria Kaufhof am Münchner Karlsplatz (2022 geschlossen)

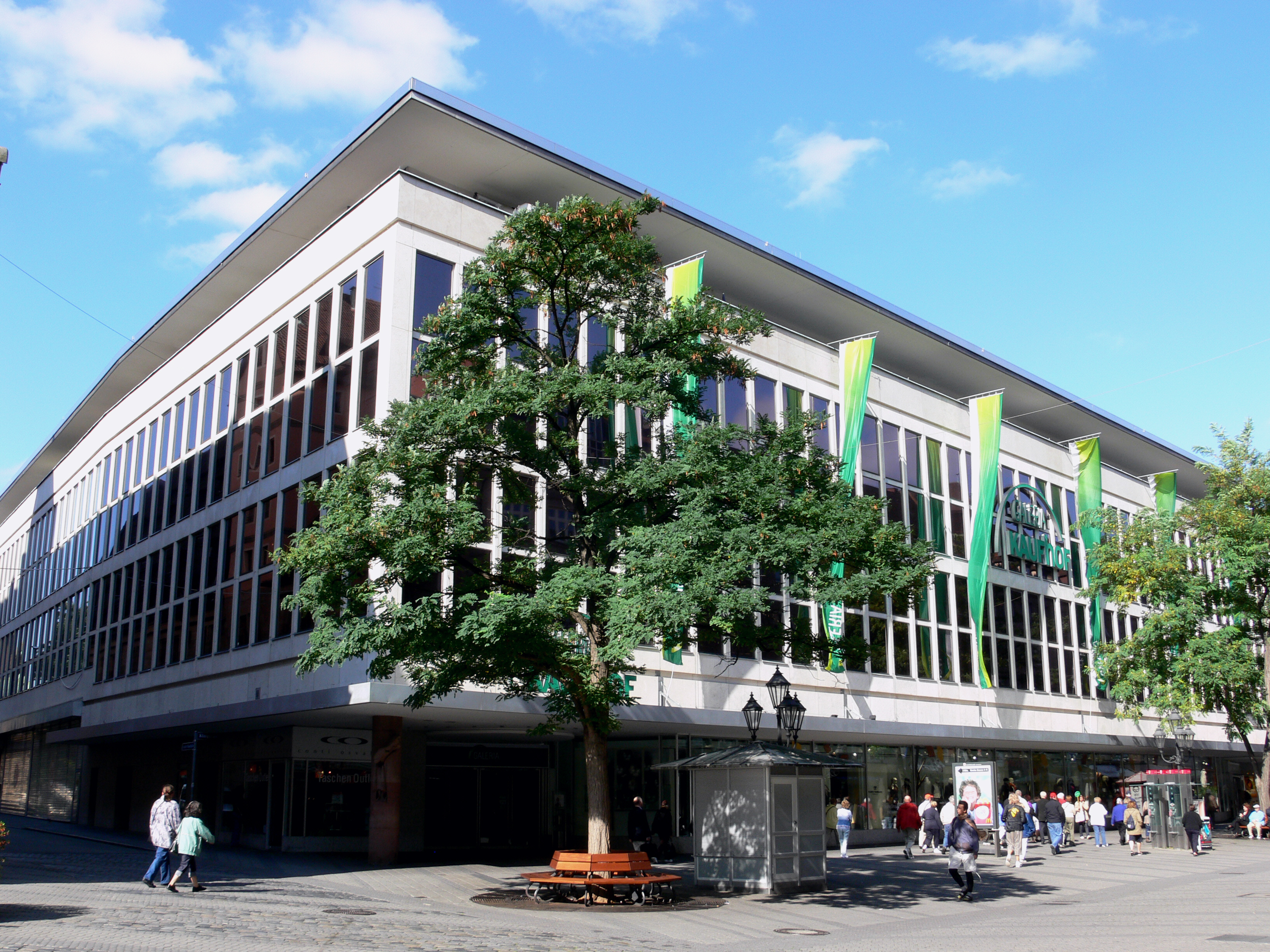
Galeria Kaufhof in Nürnberg (geschlossen)

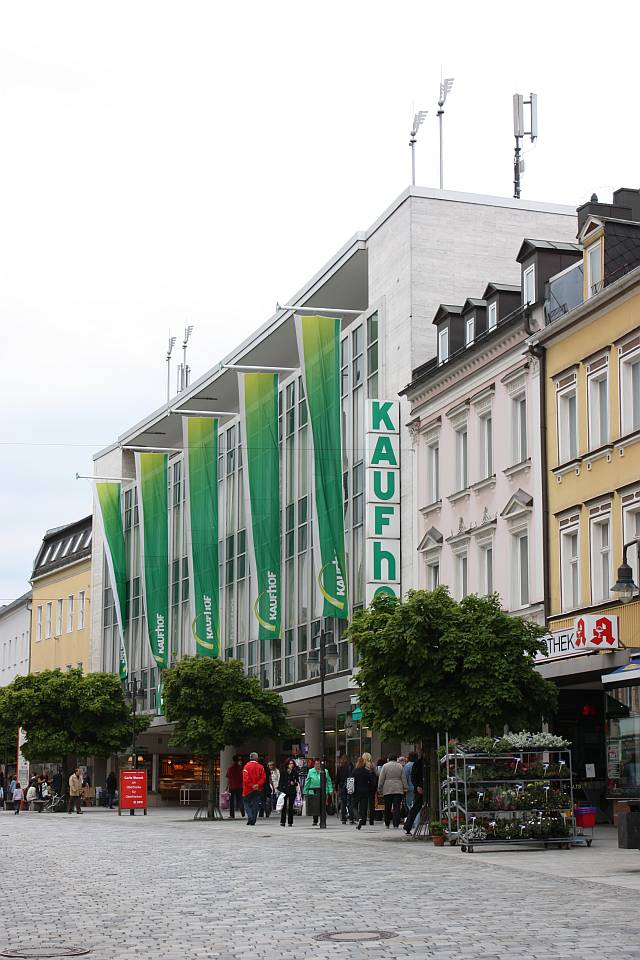
Galeria Kaufhof in Hof (Saale) (geschlossen)

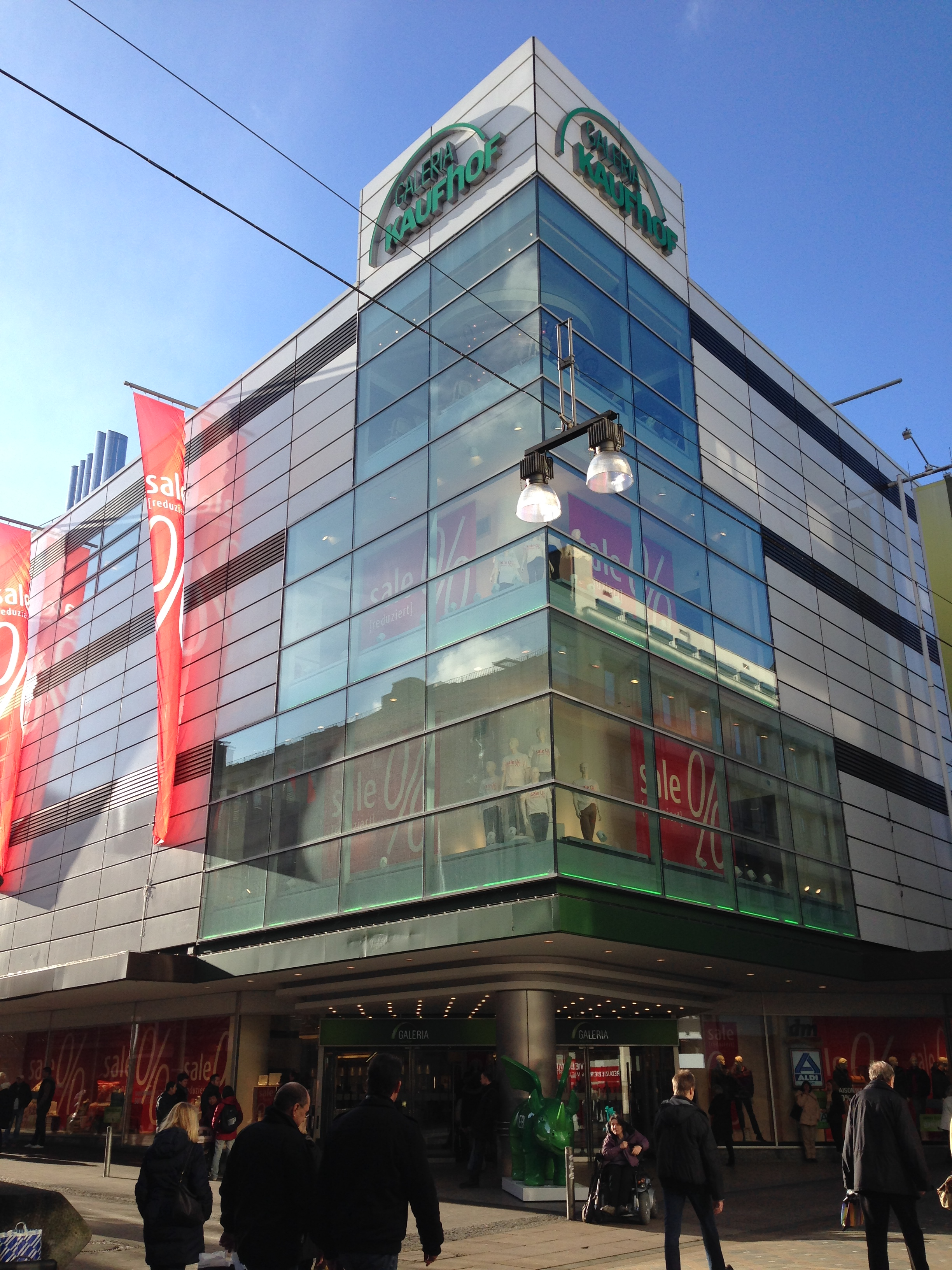
Galeria Kaufhof am Westenhellweg in Dortmund (2020 geschlossen)

### Leonhard Tietz AG – Von der Gründung bis zum Ende des Zweiten Weltkriegs
1879 eröffnete Leonhard Tietz in Stralsund ein Geschäft mit 25 m² Verkaufsfläche für Garne, Knöpfe, Stoffe und Wollwaren. Seine Geschäftsgrundsätze – Festpreise, Barzahlung und Rückgaberecht – waren damals ein Novum. 1884 eröffnete er ein Geschäft in Schweinfurt. 1889 eröffnete Tietz in Elberfeld eine weitere Filiale. Nach drei Monaten zog diese in ein größeres Haus in derselben Straße. Schon im ersten Jahr arbeiteten 40 Angestellte in dem Geschäft. Tietz verlegte 1890 auch den Firmensitz nach Elberfeld. Im Jahr 1891 eröffnete er in Köln auf der Hohe Straße ein kleines Filialkaufhaus; 1897 verlegte er den Firmensitz von Elberfeld dorthin. Im Jahr 1905 gründete er aus den bisherigen Kaufeinrichtungen die Aktiengesellschaft Leonhard Tietz AG. Ein Jahr später eröffnete er den zentralen repräsentativen Neubau des Warenhauses Tietz Aachen, nachdem er dort bereits seit 1892 mit kleineren gemieteten Geschäftsräumen Fuß gefasst hatte. Nach Tietz’ Tod am 14. November 1914 übernahm sein ältester Sohn Alfred Leonhard Tietz die Leitung.
Zu seinem 50-jährigen Firmenjubiläum im Jahr 1929 umfasste das Unternehmen eigene Produktionsstätten und 43 Filialen mit 15.000 Beschäftigten. Die Aktiengesellschaft wurde 1933 in Westdeutsche Kaufhof AG, vorm. Leonhard Tietz umbenannt, ab 1936 fiel der Namenszusatz weg. Das Unternehmen blieb jedoch – im Gegensatz zu vielen anderen enteigneten Gesellschaften – im inneren Aufbau erhalten.
Ab März 1933 waren Filialen des Unternehmens von dem durch die NSDAP organisierten Judenboykott betroffen, der am 1. April 1933 einen ersten Höhepunkt fand. Alfred Leonhard Tietz sah sich durch politischen und wirtschaftlichen Druck im April 1933 zum Rücktritt aus dem Unternehmensvorstand gezwungen. Seinen Aktienanteil musste er zu einem Bruchteil des einstmaligen Wertes an die Dresdner Bank verkaufen. Die jüdische Familie Tietz wurde im Folgenden vom NS-Regime ihres restlichen Vermögens beraubt und musste ins Ausland emigrieren. Nach dem Zweiten Weltkrieg vereinbarte der neue deutsche Staat mit der Familie Entschädigungsregelungen.
Um den Namen des jüdischen Gründers zu verbergen, wurde das Unternehmen im Juli 1933 auf Druck des NS-Regimes in Westdeutsche Kaufhof AG umbenannt. Außerdem wurden jüdischstämmige Mitglieder des Vorstandes und der höheren Führungsgremien abberufen. Eigentümer des Konzerns waren danach Commerzbank, Deutsche Bank und Dresdner Bank.
Während des Zweiten Weltkriegs wurden 35 der Warenhäuser durch Bomben zerstört.

### Kaufhof von 1945 bis 1999 – Inhaltliche Änderungen und Zusammenschlüsse
In den folgenden Jahrzehnten wuchs das Unternehmen. 1977 erwirtschaftete der Kaufhof einen Umsatz von 9,94 Milliarden DM. Die Wirtschaftsdaten der Kaufhof-Holding führten 1988 dazu, dass sie eines der 30 Gründungsmitglieder des DAX wurde.
In den 1990er Jahren stand die Kaufhof-Holding vor dem Problem, dass die klassischen Kaufhäuser ein relativ altbackenes Image hatten. Insbesondere die zunehmend kaufkräftigen Jugendlichen und jungen Erwachsenen erwarben ihre Kleidung nicht mehr in den klassischen Kaufhäusern. Das Management versuchte, dem mit einem speziell auf Jugendlichkeit zugeschnittenen Kaufhaus-Konzept entgegenzuwirken. Als Standort für ein Pilotprojekt bot sich Aachen an, da hier nach der Übernahme von Horten zwei Kaufhäuser etwa gleicher Größe in wenigen hundert Metern Entfernung zueinander bestanden. So wurde Ende der 1990er Jahre das ehemalige Kaufhaus Horten in Aachen zu „Lust for Life“. Das Warenangebot richtete sich überwiegend an Kunden mit einem Alter von unter 40 Jahren; Werbung und Inneneinrichtung sollten diese Zielgruppe ansprechen. Einen weiteren Konzeptstore gab es in München: das „U.Style“ war räumlich integriert in die Filiale am Marienplatz und richtete sich ebenfalls an diese Kundenzielgruppe. Außerdem bestand von 1999 bis 2001 die ehemalige Hamburger Horten-Filiale in direkter Nachbarschaft zum Kaufhof-Haus an der Mönckebergstraße (Hamburg). Dieses Haus wird seitdem von Saturn genutzt.
Kurz vor ihrer Fusion mit der Metro Cash & Carry 1996 bestand die Kaufhof-Holding aus den folgenden Marken:
- Kaufhof (Warenhäuser)
- Horten (Warenhäuser), Kette ab 1994 von Kaufhof Holding übernommen und schrittweise in Kaufhof-Warenhäuser umfirmiert. Kaufhof übernahm das neuartige Galeria-Konzept schrittweise für seine Warenhäuser, die nach und nach in Galeria Kaufhof umbenannt wurden.
- Kaufhalle (Warenhäuser), ab September 2000 durch Oviesse betrieben
- Multistore (Warenhäuser), ab September 2000 durch Oviesse betrieben
- Media Markt (Elektrofachmärkte)
- Saturn (Elektrofachmärkte), 1985 übernommen und zur deutschlandweiten Kette ausgebaut
- Vobis (Computerfachmärkte)
- Gemini (Medien-Märkte)
- Völkner (Versand und Fachmärkte für Elektronik)
- Reno (Schuhfachmärkte)
- Mac Fash (Textilfachmärkte)
- Oppermann (Versand von Werbeartikeln)
- Hawesko (Hanseatisches Wein- und Sektkontor)
- Jacques’ Wein-Depot (Weineinzelhandel)
- Kaufhaus Kerber (Haupthaus in Fulda, heute in Kaufhof integriert, Filialen in Alsfeld, Gießen, Herford, Lüneburg, Mayen, Siegen, Soest und Suhl)
- Rungis Express
- FSG Zentra Finanz-Service
- Zentra Grundstücksgesellschaft
- Werbehaus[14]

### Entwicklung seit dem Jahr 2000
Zahlreiche Filialen wurden seit dem Jahr 2000 geschlossen. Eine Auswahl:
- Hamburg-Altona (Kaufhof im Bahnhof, 2000, seitdem Media-Markt, Lidl und kleinere Bahnhofsgeschäfte)
- Lüdenscheid (2007, Gebäude wird seitdem als Erweiterung der Einkaufsgalerie „Sterncenter“ genutzt)

#### Trennung vom Metro-Konzern 2008
Im Frühjahr 2008 kündigte der Metro-Konzern an, sich von Kaufhof zu trennen, es wurde eine Investmentbank mit der Organisation des Verkaufsprozesses mandatiert. Gleichzeitig wurde eine Wirtschaftsprüfungsgesellschaft beauftragt, die Trennung der Kaufhof-Aktivitäten von den Metro-Aktivitäten durchzuführen und einen sorgfaltspflichtigen Bericht zu erstellen. Es sollte jedoch noch sieben Jahre dauern, bis endgültig ein Verkauf stattfand.
Zum 1. Oktober 2008 wurde die Kaufhof Warenhaus AG in die Galeria Kaufhof GmbH umgewandelt.

#### Konsolidierungsprozess
Im Konsolidierungsprozess wurde am 12. März 2009 die Schließung von vier Filialen (Krefeld Am Ostwall, Leipzig-Paunsdorf, Mülheim an der Ruhr und Ludwigshafen) für 2010 angekündigt; die auslaufenden Mietverträge wurden nicht verlängert. Die Schließung der Filialen Coburg, Gießen, Wesel und Worms wurde erwogen; die 2010 auslaufenden Mietverträge wurden letztlich verlängert und die Standorte erhalten. Am 11. Juni 2011 gab die Leitung der Holding die Schließung der Filialen in Gießen, Köln-Kalk, Nürnberg-Aufseßplatz (einst Schocken; Merkur; Horten, in den 1970er Jahren Horten-Hauptzentrale) und Oberhausen-City zum 30. Juni 2012 bekannt. Seit Ende 2014 wurden außerdem die Filialen in Düsseldorf (Berliner Allee), Augsburg, Heilbronn (am Wollhauszentrum), Bielefeld, Berlin Ostbahnhof und Lust for Life in Aachen aufgegeben.
Am 2. November 2011 wurde bekannt, dass der griechische Reeder George Economou und auch der damalige Eigentümer von Karstadt, Nicolas Berggruen am Erwerb von Kaufhof interessiert seien. Die Metro AG bestätigte dies.
Berggruen hätte mit einem Kauf die beiden größten Warenhausunternehmen Deutschlands vereinen können.
Im Jahr 2011 verzeichnete Galeria Kaufhof täglich rund 2 Millionen Kunden. Im Oktober 2013 gab es bekannt, mit seinem belgischen Tochterunternehmen Galeria Inno bis 2015 nach Luxemburg expandieren zu wollen. Im November 2014 eröffnete Galeria Inno in der Modestadt Hasselt, Provinz Limburg.
Die umsatzstärkste Filiale ist die am Münchner Marienplatz, deren Umsatz 2013 auf knapp 200 Millionen Euro geschätzt wurde.

#### Übernahme der Galeria Kaufhof GmbH durch Hudson’s Bay Company 2015
Im Frühjahr 2015 wurde der ausgesetzte Verkaufsprozess von der Galeria Kaufhof GmbH wieder aufgenommen. Als Übernahmekandidaten galten die Hudson’s Bay Company sowie die Signa Holding von René Benko. Den Vorzug erhielt die Hudson’s Bay Company. Am 30. September 2015 wurde der Verkauf vollzogen.
Im März 2016 kündigte Kaufhof an, seine Filialen in Deutschland für rund eine Milliarde Euro zu renovieren. Als eines der ersten Häuser sollte die Filiale Kaufhof an der Kö (Düsseldorf) renoviert werden. Es sollte ein abgestimmtes Konzept mit dem benachbarten Carsch-Haus geben, das ebenfalls zu Kaufhof gehörte.
Im August 2016 betrieb Kaufhof in Deutschland 100 Warenhäuser Galeria Kaufhof, 60 DINEA-Restaurants und in Belgien 16 Galeria-Inno-Filialen. Zusammen boten diese Standorte rund 1,4 Millionen Quadratmeter Verkaufsfläche. Die Galeria Kaufhof GmbH verzahnte als Omnichannel-Warenhaus das stationäre und das Online-Geschäft eng miteinander. Man konnte Artikel in den Filialen, im Online-Shop, mittels Tablets innerhalb der Filialen und mit einer Mobile App kaufen.
Im November 2016 wurde das komplett umgestaltete Untergeschoss der Galeria-Kaufhof-Filiale an der Kö eröffnet. Hier wurde erstmals das „Dream Concept“ realisiert. Außerdem wurde die Fläche um das Untergeschoss des Carsch-Hauses erweitert. Im Carsch-Haus war ab Juni 2017 der Flagshipstore des Edel-Outlets Saks Off 5th, das ebenfalls zu Hudsons Bay gehörte, beheimatet. Im Juli 2017 plante HBC, Sportarena-Filialen in weitere Outlets von Saks Off 5th umzuwandeln. Von bis zu 40 Off 5th-Outlet-Filialen in Deutschland war die Rede. Die Sportarena GmbH kündigte in diesem Zusammenhang an, ihre Geschäftstätigkeit Ende Januar 2018 einzustellen. Die Sportarena-Standorte Frankfurt, Wiesbaden, Heidelberg und Stuttgart wurden 2017 in Off 5th Filialen umgewandelt. Die Bonner Off 5th Filiale wurde im Frühjahr 2018 eingeweiht. Die geplante Filiale in Freiburg wurde nie eröffnet. Bis Ende Juni 2019 wurden alle Off-5th-Filialen in Deutschland und den Niederlanden (Amsterdam und Rotterdam) wegen Unrentabilität geschlossen. Die Standorte wurden in der Folge in Karstadt Sports- oder Dress for Less- (ab 2016 im Besitz der Signa Holding, siehe unten) Filialen umgewandelt oder aufgegeben. Für das Düsseldorfer Carsch-Haus war eine Umwandlung in eine KaDeWe-Filiale (Central Group und Signa Holding) für 2022 geplant.
Im Juni 2017 kündigte Kaufhof an, die Filialen in Gera zum Herbst 2018 und im Frankfurter Nordwest-Zentrum zum Herbst 2019 zu schließen; die wirtschaftlichen Perspektiven an beiden Standorten seien zu schlecht.
Im Sommer 2017 kürzte der Warenkreditversicherer Euler Hermes das Kreditlimit für Kaufhof um 80 %. Im Dezember 2017 traf der Versicherer Atradius eine ähnliche Entscheidung und kürzte die Garantiesumme für Galeria Kaufhof in hohem, aber unbekannten Ausmaß.

#### Übernahme durch die Signa Holding 2018
Im Oktober 2017 wurde bekannt, dass der bisherige Chef der Hudson’s Bay Company, Jerry Storch, das Unternehmen verlässt. Der Konzern hatte im Jahr zuvor ein Minus von 360 Millionen Euro verbucht. Allein zwischen Februar und Juli 2017 soll der Verlust von Kaufhof rund 50 Millionen Euro betragen haben.
Die Signa Holding erneuerte im September 2017 ihr ernsthaftes Interesse an Galeria Kaufhof. Obwohl die Hudson’s Bay Company zu diesem Zeitpunkt noch Verkaufsabsichten dementierte, gab es auch weiterhin entsprechende Mutmaßungen rund um die Galeria Kaufhof GmbH. Am 1. November 2017 bot die Signa Holding drei Milliarden Euro für die Kaufhof AG, der Eingang dieses Angebotes wurde von der HBC bestätigt.
Im Juli 2018 stimmte die Hudson’s Bay Company der Unterzeichnung von mehreren Rahmenverträgen zur mehrheitlichen Übernahme von Galeria Kaufhof durch die Signa Holding zu. Im September 2018 wurden Fusionspläne von Galeria Kaufhof und Karstadt veröffentlicht. Die Vereinigung der beiden vormaligen Konkurrenten erfolgte in Form eines Gemeinschaftsunternehmens unter dem Dach der Signa Retail, an dem Signa die knappe Mehrheit erhielt. Die sogenannte Deutsche Warenhaus AG, bestehend aus 34.000 Beschäftigten und fast 200 Kaufhäusern, wurde dadurch nach El Corte Inglés der zweitgrößte Warenhauskonzern Europas. Im November 2018 stimmte das Kartellamt der Fusion von Karstadt und Kaufhof unter Leitung der Signa-Gruppe zu.
Im November 2018 führte Galeria Kaufhof die Bezahlung mit Blue Code und Alipay ein.
In Hof (Saale) liefen Planungen zur Verkleinerung des dortigen Kaufhofs, um im Gebäude Platz für ein Dormero Hotel zu schaffen. Nach langer Prüfung befand Kaufhof allerdings, dass das Projekt nicht durchführbar sei. Somit lief der Vertrag für das Gebäude im Januar 2019 aus, und Kaufhof zog sich aus der Stadt zurück. Die freigewordene Fläche wird nun von anderen Einzelhändlern genutzt.
Stephan Fanderl gab am 25. Januar 2019 ein Sanierungskonzept für Galeria Kaufhof bekannt: Nach dem schlechten Weihnachtsgeschäft sollten rund 2600 Vollzeitstellen (bis zu 5000 Mitarbeiter betroffen) wegfallen und ein Ausstieg aus dem Flächentarifvertrag verbunden mit der Forderung nach einem Firmentarifvertrag erfolgen. Fanderl war bis zur Verschmelzung Vorsitzender von Galeria Kaufhof.
Seit dem 25. März 2019 traten Kaufhof und Karstadt unter dem gemeinsamen Namen Galeria Karstadt Kaufhof auf.
Am 10. Juni 2019 gab die HBC bekannt, ihren Minderheitsanteil am Gemeinschaftsunternehmen für 1,5 Milliarden Dollar an die Signa Holding zu veräußern, die damit Alleineigentümer wurde.
Am 6. November 2019 gab die Geschäftsführung die beabsichtigte rechtliche Fusion von Galeria Kaufhof GmbH mit der Karstadt Warenhaus GmbH bekannt. Dies wurde zum 7. Januar 2020 mit der Eintragung im Handelsregister vollzogen und bedeutete nach 141 Jahren eine Zäsur in der traditionsreichen Geschichte von Kaufhof als eigenständiges deutschen Warenhausunternehmen und zugleich einen Neuanfang. Unter dem Dach der Signa Holding wurde Galeria Kaufhof vereint mit Karstadt unter der Firmierung Galeria Karstadt Kaufhof GmbH weitergeführt.
Am 1. Juli 2020 wurde am Essener Landgericht für den Nachfolgekonzern Galeria Karstadt Kaufhof ein Insolvenzverfahren angemeldet, das am 30. September 2020 erfolgreich abgeschlossen wurde.

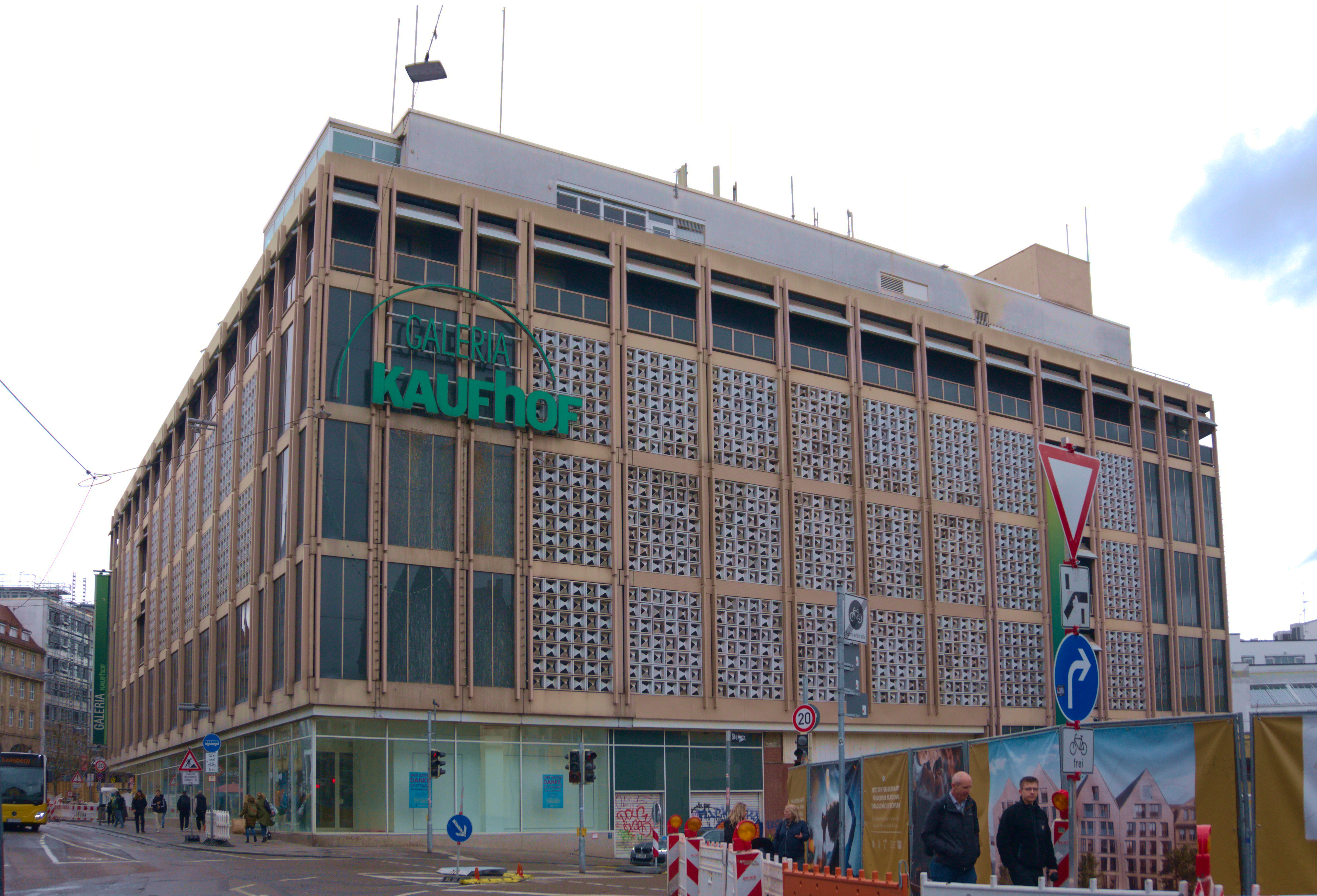
Geschlossenes Kaufhaus in Stuttgart, Eberhardstraße (Februar 2024)

Am 13. März 2023 wurde bekannt, dass 52 der noch verbliebenen 129 Kaufhäuser in Deutschland zum 30. Juli 2023 und zum 31. Januar 2024 geschlossen werden, unter anderem die Kaufhäuser in Berlin an Leopoldplatz und Alexanderplatz, das Kaufhaus in Leipzig am Neumarkt und unter anderem in Hamburg an den Standorten Wandsbek und Harburg. Weitere Standorte, die zum 30. Juli 2023 geschlossen werden sollten, waren Celle, Coburg, Cottbus, Duisburg, Erlangen, Gelsenkirchen, Hagen, Leverkusen, Neuss, München am Münchener Hauptbahnhof, Offenbach, Paderborn, Saarbrücken, Siegen, Wiesbaden oder auch Regensburg am Neupfarrplatz. Weitere Standorte, die zum 31. Januar 2024 geschlossen werden sollten, sind unter anderem in Offenbach, in Schweinfurt, in Lübeck, in Viernheim, in Wuppertal, in Bayreuth, in Braunschweig, in Bielefeld, in Reutlingen, in Esslingen, in Frankfurt am Main an der Zeil, in Heidelberg am Bismarckplatz, in Hanau, in Krefeld, in Kempten, in Limburg, in Pforzheim, in Siegburg, oder auch in Rosenheim.
Zu den Gläubigern von Galeria gehört der Staat, der zwischen 2021 und 2023 mit 680 Millionen Euro geholfen hat. Dieser, vertreten durch die Finanzagentur des Bundes, könnte davon noch 90 Millionen Euro erhalten.

## Geschäftsfelder

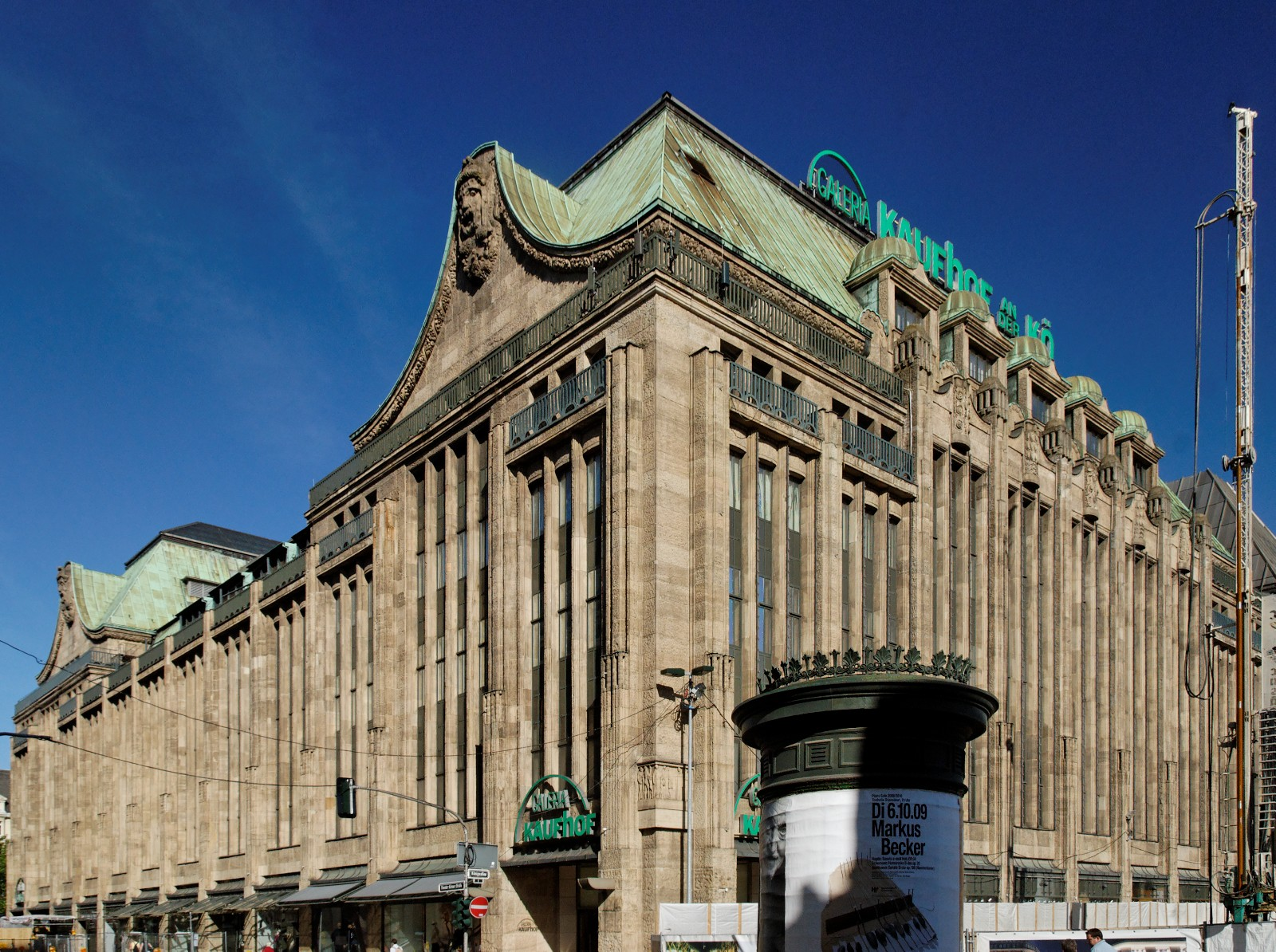
Kaufhof an der Kö in Düsseldorf

- Galeria Kaufhof mit 96 Filialen (Stand Januar 2018)[54]
- Galeria-Kaufhof.de (Online-Shop), davor Projektphase von September 2000 bis Oktober 2001 mit zebralino.de,[55] einem Shopportal für Kinderbekleidung und -Spielzeug, jüngster Fresh-up des Shops Mai 2015.[56]
- Dinea Gastronomie GmbH mit 58 Restaurants
- Galeria Inno (ab 2002/2003, vorher nur Inno, 16 Warenhäuser in Belgien, 2001 zugekauft)
- Galeria Logistik GmbH
- Galeria Personalservice GmbH
- emotions – das Konzept wurde Anfang 2005 eingestellt
- MoKi – Mode für Kinder

Das Konzept bestand von September 2006 bis Februar 2008, es diente als Projekt-Filiale in der Oberhausener Innenstadt, in der insgesamt 33 Auszubildende des dritten Ausbildungsjahres zum/zur Einzelhandelskaufmann/-frau ein eigenes Geschäft mit eigener Werbung, Warenversorgung und Shopkonzepten betreiben durften. Die Azubis stammten aus den benachbarten Filialen in Essen, Mülheim und Oberhausen.
- GALERIAmobil, Prepaid-Handytarif im Netz von E-Plus in Zusammenarbeit mit MVNO GTCom im Oktober 2012 gestartet, später bis zur Einstellung im Mai 2020 bei Drillisch Online zugehörig.[58]

## Eigenmarken bzw. typische Marken
Die Galeria Kaufhof GmbH verfügte über diverse Eigenmarken, die in den verschiedenen Sortimentsbereichen anzutreffen waren. Mit am breitesten vertreten war hierbei die Marke manguun, die bis zum Frühjahr 2006 unter mangoon firmierte.
Weitere Eigenmarken der Galeria Kaufhof GmbH waren:
| - manguun - manguun collection - Mark Adam - Rover & Lakes - Red Wood | - Global Agency - Hickory Outdoor - Tietzian Héritier - Moncara - Emotions | - Bob der Bär - Crazy Days - Galeria Selection - Eminent |

Ehemalige Eigenmarken:
- c.comberti (Jetzt Rover & Lakes Comfort)[59]
- Fabiani (wurde zu MARK ADAM White Label)
- Galeria Ambiente
- Jeanagers
- Sincs
- Miss H (ursprünglich Eigenmarke der Horten AG)
- Werther (jetzt Rover & Lakes Comfort)